# Lưu Đào (Đông Hán)
Lưu Đào (chữ Hán: 刘陶, ? – 185?), tên khác là Lưu Vĩ, tự Tử Kỳ, hộ tịch ở huyện Dĩnh Âm, quận Dĩnh Xuyên , quan viên cuối đời Đông Hán. Ông vì chống đối hoạn quan mà chịu chết ở trong ngục.

## Thiếu thời
Đào là hậu duệ của Tế Bắc Trinh vương Lưu Bột – con trai út của Hoài Nam Lệ vương Lưu Trường.
Đào làm người giản dị, không coi trọng tiểu tiết. Đào kết giao bạn bè, ắt phải là đồng chí; sở thích khác biệt, dẫu là giàu sang không muốn gặp; tình cảm tương đồng, dẫu là nghèo khó không đổi ý. Người đồng tông là Lưu Khải, nhờ nhã đức mà nổi tiếng, chỉ coi trọng Đào mà thôi.

## Sự nghiệp
Sau đó Đào được cử Hiếu liêm, trừ chức Thuận Dương (huyện) trưởng. Huyện có nhiều kẻ gian trá, Đào đến nhậm chức, tuyên bố chiêu mộ quan dân có sức mạnh, điều kiện là dám liều chết tìm sống, không quản là kẻ ở ngoài vòng pháp luật hay không; vì thế kiếm khách là bọn Quá Yến hơn 10 người đến ứng mộ. Đào trách mắng lỗi lầm trước đây của họ, yêu cầu lập công chuộc tội; sai họ đều đi liên kết với đám thiếu niên gần gũi, được vài trăm người, đều giữ chức binh khí đợi mệnh. Nhờ vậy Đào lật lại vụ án của bọn gian trá, được mọi người xem như thần thánh. Về sau Đào vì bệnh nên chịu miễn quan, được quan dân thương nhớ mà ca rằng: "Ấp nhiên bất nhạc, tư ngã Lưu quân. Hà thì phục lai, an thử hạ dân." (tạm dịch: Uất ức không vui, nhớ chàng Lưu ta. Bao giờ trở lại, yên ổn dân chúng?)
Một thời gian sau, Đào được bái làm Thị ngự sử. Hán Linh đế nghe tiếng của Đào, nhiều lần gọi ông vào gặp. Bấy giờ Trương Giác truyền đạo, Đào với Phụng xa đô úy Nhạc Tùng, Nghị lang Viên Cống liên danh cảnh báo sự nguy hại của hắn ta; Linh đế không hiểu ra, trái lại giáng chiếu cho ông biên soạn điều lệ (thể lệ) của kinh Xuân Thu. Đến khi Trương Giác nổi loạn (184), cả nước sôi sục, Linh đế nhớ lại lời của Đào, phong cho ông tước Trung Lăng hương hầu, 3 lần thăng chức lên đến Thượng thư lệnh. Nhưng Đào cho rằng người mà mình tiến cử cũng sắp được làm Thượng thư, e sợ cùng làm việc sẽ bị xem là kết bè đảng, nên xin nhận chức vụ nhàn tản; vì thế ông được bái làm Thị trung.
Đào nhiều lần can gián khẩn thiết, khiến bọn quyền thần kiêng dè, đẩy ông ra làm Kinh Triệu doãn. Khi đến nhận chức, Đào không chịu bỏ ra khoản "tiền sửa cung" (tu cung tiền) – dân gian gọi là "tiền mua quan" (mãi quan tiền) – lên đến ngàn vạn. Đào vốn thanh bần, lại xấu hổ nếu dùng tiền mua chức, bèn xưng bệnh không coi việc. Linh đế xem trọng tài của Đào, tha tội cho ông, chinh bái làm Gián nghị đại phu.

## Cái chết
Năm Trung Bình thứ 2 (185) , nhà Hán rơi vào cảnh ngoại xâm nội loạn, Đào lo sợ nước nhà vỡ lỡ, dâng sớ trình bày 8 việc nguy cấp ở biên thùy phía tây – vốn phát sinh từ trước phong trào khởi nghĩa Hoàng Cân, đại lược muốn nói thiên hạ đại loạn ngày nay đều là do hoạn quan. Hoạn quan thấy vậy cùng nhau sàm tấu rằng Đào tư thông với nghĩa quân quấy rối triều chánh, bắt ông giam vào Hoàng môn Bắc tự ngục, tra khảo ngày càng dữ.
Đào biết mình ắt chết, nói rằng: "Triều đình ngày trước phong cho bề tôi làm gì? Bây giờ phải chịu gian tà vu vạ. Hận không cùng Y, Lữ trù hoạch, mà làm một bọn với 3 người (tức Vi tử, Cơ tử, Tỷ Can)!" rồi tuyệt thực mà chết. Nghe tin Đào mất, thiên hạ chẳng ai không thương tiếc.

## Trước tác
Đào viết thư có vài mươi vạn câu, còn làm Thất diệu luận, Khuông Lão tử, Phản Hàn Phi, Phục Mạnh Kha, kể cả dâng thư nói việc đương thời ở các thể loại: tiện sự, điều giáo, phú, tấu, thư, ký, biện nghi, cả thảy hơn trăm thiên. Ngày nay không còn.
Đào thông hiểu Thượng thư, Xuân Thu, vì vậy chú giải cho những bộ sách này; ngoài ra ông chọn bản chú giải Thượng thư của 3 nhà Hạ Hầu Kiến (夏侯建), Hạ Hầu Thắng (夏侯胜), Âu Dương Hòa Bá (欧阳和伯) với bản cổ văn, cải chính mặt chữ hơn 700 chỗ, đặt tên là Trung văn Thượng thư (中文尚书). Ngày nay cũng không còn.
Tác phẩm của Đào chỉ còn vài tấu sớ được sử cũ ghi chép:
- Bấy giờ Đại tướng quân Lương Ký chuyên quyền, còn Hán Hoàn đế không có con trai, liên tiếp nhiều năm mất mùa đói kém, xuất hiện nhiều thiên tai. Đào đang du học ở Thái Học, bèn dâng sớ trần thuật, chính là Thái Học thượng sớ (太学上疏), nhưng Hoàn đế không xét.
- Có người dâng thư nói rằng tiền mệnh giá nhỏ, gây ra nghèo khó, đề nghị đổi sang đúc tiền lớn. Hoàn đế giao xuống cho kẻ sĩ, từ liêu thuộc của 4 phủ (Thái úy, Tư đồ, tư không, Đại tướng quân) cho đến học sinh thái học, đều có thể bàn luận. Đào dâng sớ phản bác, cho rằng lương thực thiếu thốn là nguồn cơn của nghèo khó, không liên quan đến tiền, chính là Chú tiền thượng sớ (铸钱上疏). Sau đó Hoàn đế không đúc tiền.
- Đào với Nhạc Tùng, Viên Cống cho rằng Trương Giác là mối nguy hại của nước nhà, liên danh dâng sớ cảnh báo Hán Linh đế, chính là Hoàng cân thượng sớ (黄巾上疏), nhưng Linh đế không hiểu ra.
- Trong hoàn cảnh tây thùy bị các tộc thiểu số xâm phạm, Trung Nguyên gặp phải khởi nghĩa Hoàng cân, Đào dâng sớ trình bày 8 việc nguy cấp, chính là Ưu quốc thượng sớ (忧国上疏), quy trách nhiệm cho hoạn quan.

## Trong văn học
Trong Tam quốc diễn nghĩa, Đào xuất hiện ở hồi thứ 2, trực tiếp tố cáo hoạn quan với Hán Hoàn đế, nhưng Hoàn đế u mê, ngược lại đòi bắt chém ông. Sau khi Trần Đam cố can ngăn, Đào và Đam đều bị giam vào ngục, rồi bị hoạn quan giết chết.